# Otherwise
otherwise（アザーワイズ）は、かつて存在した大阪のソフトウェア会社アーヴォリオ・ソフトウェア（aypio）のアダルトゲームブランドである。代表及びメインライターは元長柾木。株式会社ビジュアルアーツ傘下のブランドの1つで、姉妹ブランドに「13cm」などがある。
元長の活躍の場を与えるために設立された経緯があり、otherwiseというブランド名は13cmの代表であるUYE!が口を出すなという意味で名付けた。
ブランドは既に解散しているが、『未来にキスを -Standard Edition -』（廉価版）が2005年7月15日に13cmから発売された。

## 作品一覧
- 2000年8月18日 - sense off 〜a sacred story in the wind〜
- 2001年9月21日 - 未来にキスを-Kiss the Future-

## 参加していたスタッフ
シナリオ
- シュート彦

音楽
- BIGMADE